# Miguel Villalta Gisbert
Miguel Villalta Gisbert (Monòver, 4 d'agost de 1903 - Alacant, 18 de desembre de 1942) fou un polític socialista i escriptor valencià, diputat a les Corts Republicanes i governador civil de Madrid.
Va fer estudis primaris a Oriola, el batxillerat a Alacant i Múrcia i es va llicenciar en Dret a Madrid. El 1927 ingressà a la maçoneria i a l'Agrupació Socialista Madrilenya del PSOE, i de 1930 a 1932 fou jutge a Olot. Després fou enviat com a jutge a Monòver, però ho deixà per a dedicar-se a la política.
Era membre de la branca bolxevic del PSOE, alineat amb Indalecio Prieto i Francisco Largo Caballero. Es va presentar a les eleccions de 1933, però no fou escollit. Sí que fou elegit diputat per la província d'Alacant a les eleccions generals espanyoles de 1936 dins les llistes del Front Popular. El juliol de 1936 col·laborà en el fracàs de la sublevació militar a Alacant, i de gener a juny de 1937 fou governador civil de Madrid. Alhora, com a militar va tenir responsabilitats a Getafe, fou organitzador de les indústries de guerra i secretari civil del Ministeri de l'Aire.
Acabada la guerra, va ser detingut i portat al camp de concentració dels Ametllers d'on va fugir. Després d'intentar sense èxit refugiar-se a la finca de Gabriel Miró, amagar-se a Monòver fins al 25 d'octubre de 1941, quan va ser descobert i denunciat per l'alcalde del municipi. En el consell de guerra fou acusat d'haver influït i controlat diverses brigades que actuaren a Madrid i Alacant fent "passejos", i d'haver intervingut en la detenció del general Governador Militar d'Alacant, per les que fou condemnat a mort i afusellat el 18 de desembre de 1942. Tot i que se li va concedir un indult, aquest no va arribar a temps per a impedir l'execució.

## Obres
- Rapsodias vulgares (1926)
- Rumbos de anunciación (1931)